# هوپکینتون (ماساچوست)
هوپکینتون، ماساچوست
هوپکینتون (به انگلیسی: Hopkinton) شهرکی در شهرستان میدلسکس ایالت ماساچوست می‌باشد که در سال ۱۷۱۵ بنیان‌گذاری شده‌است. این شهرک در سرشماری سال ۲۰۱۰ میلادی، ۱۴٬۹۲۵ نفر جمعیت داشته‌است.